# Blaues Halskraut
Das Blaue Halskraut (Trachelium caeruleum) ist eine Pflanzenart aus der Gattung der Halskräuter (Trachelium) und der Familie der Glockenblumengewächse (Campanulaceae).

## Merkmale
Das Blaue Halskraut ist eine ausdauernde, krautige Pflanze, die Wuchshöhen von 60 bis 100 Zentimeter erreicht. Die immergrüne Art bildet eine Pleiokorm-Wurzel aus. Der Stängel ist aufrecht, kahl, wenigblättrig und rötlich. Die Blätter sind eiförmig bis breit lanzettlich, bis zu 7 Zentimeter lang, spitz und doppelt gezähnt. Die oberen Blätter sind sitzend. Der Blütenstand ist eine lockere, flache oder halbkugelige Schirmrispe mit einem Durchmesser von bis zu 30 Zentimeter. Die Krone ist blau, blassviolett oder seltener auch weiß.
Die Chromosomenzahl beträgt 2n = 32 oder 34.

## Vorkommen

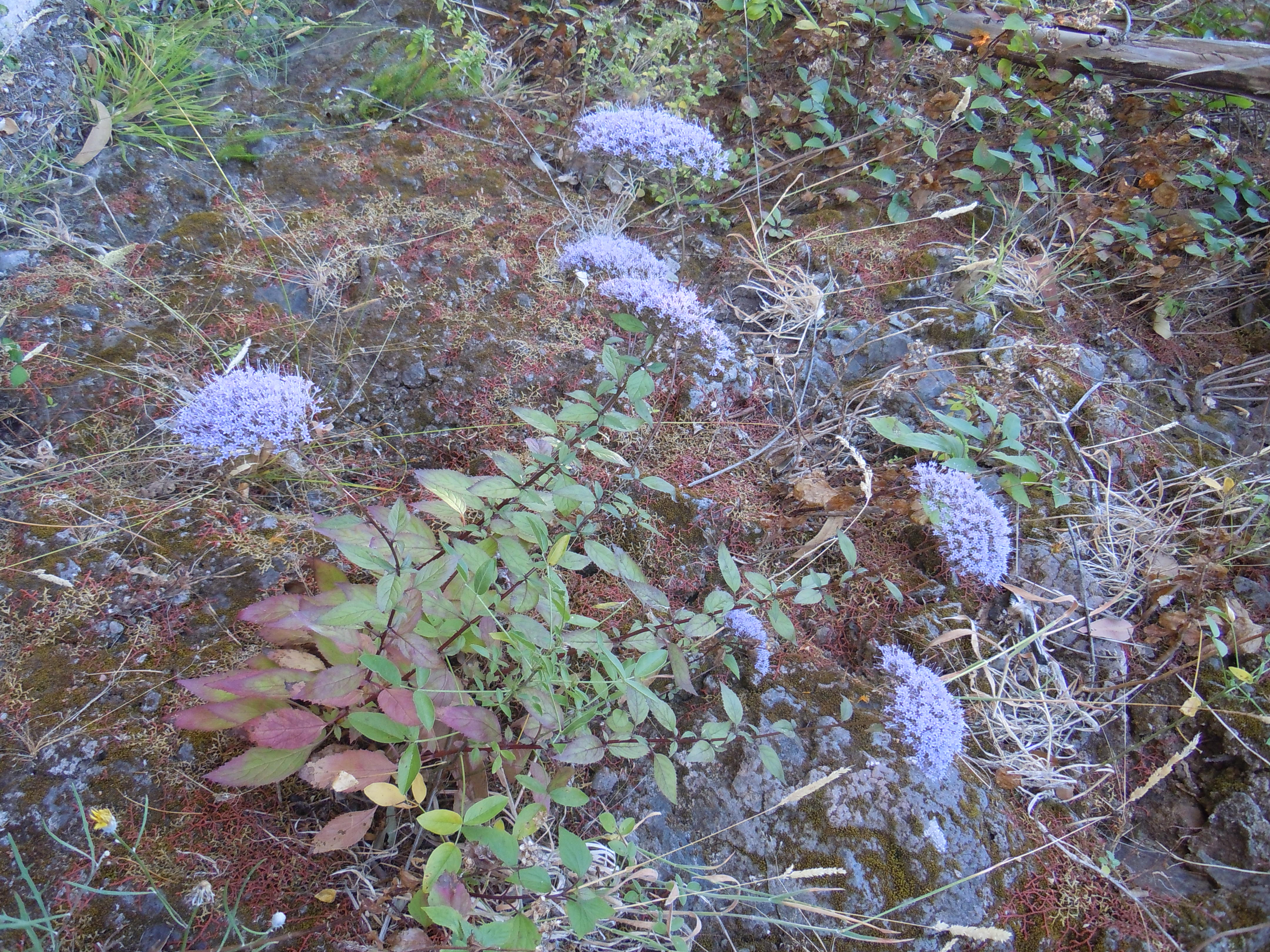
Blaues Halskraut auf Madeira

Das Blaue Halskraut kommt im westlichen Mittelmeerraum auf alten Mauern in Höhenlagen von 0 bis 1600 Meter vor. Das Verbreitungsgebiet umfasst die Azoren, Madeira, Marokko, Algerien, Portugal, Spanien, Italien und Sizilien. In Frankreich, Großbritannien und Neuseeland ist die Art ein Neophyt.

## Taxonomie
Das Blaue Halskraut wurde 1753 von Carl von Linné in Species Plantarum Band 1 Seite 171 als Trachelium caeruleum erstbeschrieben.

## Nutzung
Die Art wird selten als Zierpflanze für Steingärten genutzt. Sie ist mindestens seit 1640 in Kultur. Es gibt einige Sorten.
Den Namen "Halskraut" erhielten Arten der Gattung, weil sie früher gegen Halskrankreiten genutzt wurden (griechisch "trachêlos" bedeutet Hals).